# Муаллаки
Муа́ллаки (от араб. معلقة‎, [al muʕallaqah], мн. ч. المعلقات‎, [al muʕallaqaːt] — аль-муаллака́т ― «нанизанные», «подвешенные») — семь касыд на арабском языке, написанных в доисламскую эпоху (VI век) и скомпилированных в VIII веке.
Касыды, входящие в состав муаллак, собрал равия (راوية‎ — «сказитель, декламатор») Хаммад в середине VIII века. В число семи авторов поэм входят: Имру аль-Кайс, Лабид ибн Рабиа, Тарафа, Зухайр ибн Аби Сульма, Антара ибн Шаддад, Амр ибн Кульсум и Харис ибн Хиллиза. Иногда к ним причисляют Набигу, аль-Аша и Абида ибн аль-Абраса.
Название «муаллака» означает «подвешенные» или «нанизанные». По легенде, эти поэмы, в знак их признания, писали золотом на шелке и вывешивали у Каабы. Название «подвешенные» можно понимать образно, будто эти стихи «парят» в уме читателя.
Наряду со сборником «Аль-Муфаддалият» аль-Муфаддала, «Джамхарат аш’ар аль-’араб» Абу Зайда аль-Кураши и антологией «Аль-Асма’ият» аль-Асмаи, муаллаки считается одним из основных источников ранней арабской поэзии.